# Saglek-Fjord
Der Saglek-Fjord (auch Saglek Fiord) ist ein Fjord an der Ostküste der Labrador-Halbinsel.
Der 45 km lange und 3,2 km breite Fjord liegt 230 km nördlich der Ortschaft Nain. Nördlich des Fjords erstreckt sich der Torngat-Mountains-Nationalpark. Die Wasserfläche des Fjords umfasst etwa 190 km². Die Bucht öffnet sich im Osten auf Höhe von Upernavik Island zur Saglek Bay hin. Im Nordosten liegen die Inseln Jens Haven Island und Branagan Island. Im Südosten befinden sich die beiden Nebenbuchte Kiyuktok Cove und Pangertok Inlet. Südlich des Saglek-Fjords erhebt sich der 1242 m hohe Mount Pinuksoak. Nach Westen spaltet sich das Fjord auf. Im Südwesten befindet sich der 25 km lange und 2 km breite Ugjuktok-Fjord. Im Westen befindet sich der West Arm, der sich wiederum in den North Arm und den Southwest Arm aufspaltet. Zuflüsse des Saglek-Fjords sind Nakvak Brook, North Arm River, Southwest Arm River, Ugjuktok River und Pangertok Inlet River.